# Asago
Asago (japanska: 朝来市 ?, Asago-shi) är en stad i Hyōgo prefektur i Japan. Staden bildades 2005 genom en sammanslagning av kommunerna Asago, Ikuno, Santō och Wadayama. 